# Охман, Кристиан
Кристиан Ян Охман (пол. Krystian Jan Ochman, профессионально известный как Ochman; род. 19 июля 1999) — польско-американский певец и автор песен. Он прославился после победы в одиннадцатом сезоне «The Voice of Poland». Представитель Польши на конкурсе «Евровидение-2022» с песней «River».
Охман — внук польского тенора Веслава Охмана. Кристиан имеет двойное гражданство Польши и Соединённых Штатов и проживает в Катовице и Варшаве.

## Биография
Кристиан Охман родился в Мелроз (штат Массачусетс, США) в польской семье. Начал брать уроки пения ещё в школьные годы. После окончания средней школы Охман начал обучение в Музыкальной академии имени Кароля Шимановского в Катовице.
В 2020 году Кристиан принял участие в прослушиваниях одиннадцатого сезона «The Voice of Poland», где попал в команду Михала Шпака, представителя Польши на конкурсе «Евровидение-2016». Охман дошёл до финала, где стал победителем. После конкурса подписал контракт с Universal Music Polska. В 2021 году Кристиан опубликовал свой дебютный сингл «Światłocienie» и дебютный альбом под названием «Ochman».
В начале 2022 года Telewizja Polska (TVP) объявила, что будет проводить национальный отбор Польши на Евровидение 2022. Кристиан Охман стал одним из участников с песней «River». 19 февраля 2022 года он выиграл национальный отбор Польши, а также получил право представлять свою страну на Евровидении-2022 в Турине (Италия).